# Departamento dos Assuntos de Veteranos dos Estados Unidos
O Departamento dos Assuntos de Veteranos dos Estados Unidos (DAV) é uma agência federal ao nível de gabinete que fornece serviços de saúde integrados ao longo da vida para os veteranos militares elegíveis nos 1700 centros médicos AV e clínicas ambulatórias localizados em todo o país. Os benefícios não relacionados à saúde incluem indemnização por invalidez, reabilitação vocacional, assistência educacional, empréstimos de casa e seguro de vida; e fornece benefícios de enterro e memorial para os veteranos e familiares elegíveis em 135 cemitérios nacionais.
Embora benefícios aos veteranos fossem fornecidos pelo Governo Federal desde a Guerra da Independência Americana, uma agência federal específica para veteranos não foi estabelecida até 1930 como Administração de Veteranos. Em 1982, sua missão foi estendida a uma quarta missão de atendimento a não veteranos e civis em casos de emergências nacionais, como a pandemia COVID-19 de 2020. Em 1989, a Administração de Veteranos se tornou um Departamento de Assuntos de Veteranos em nível de gabinete.
O DAV emprega 377.805 pessoas em centenas de instalações médicas, clínicas, escritórios de benefícios e cemitérios dos Assuntos Veteranos. No ano fiscal de 2016, os custos líquidos do programa para o departamento foram de $ 273 biliões, que incluem o custo atuarial do VBA de $ 106,5 biliões para benefícios de compensação.  O passivo atuarial acumulado de longo prazo (total estimado de pagamentos futuros para veteranos e seus familiares) é de US $ 2,491 triliões para benefícios de compensação; $ 59,6 biliões para benefícios de educação; e US $ 4,6 biliões para benefícios de sepultamento.
A agência é liderada pelo Secretário de Assuntos dos Veteranos , que, sendo membro do gabinete, é nomeado pelo presidente com o conselho e consentimento do Senado.

## História
A história e a evolução do Departamento de Assuntos de Veteranos dos EUA estão interligadas e dependem da história das guerras da América, já que soldados feridos são a população da qual os AV cuidam. A lista de guerras envolvendo os Estados Unidos desde a Guerra da Independência Americana até o presente totaliza noventa e nove guerras. A maioria das baixas militares dos Estados Unidos da guerra, no entanto, ocorreu nas seguintes oito guerras: Guerra Revolucionária Americana (est. 8.000), Guerra Civil Americana (218.222), Primeira Guerra Mundial (53.402), Segunda Guerra Mundial (291.567), Guerra da Coreia (33.686), Guerra do Vietname (47.424 ), Guerra do Iraque (3.836), Guerra no Afeganistão (1.833). São essas guerras que impulsionaram principalmente a missão e a evolução do DAV. O DAV mantém uma lista detalhada dos feridos de guerra, pois é a população que compõe o sistema de atendimento dos AV.